# Associação Desportiva Niterói
Associação Desportiva Niterói, mais conhecida como apenas AD Niterói, foi um clube de futebol de Niterói, no Rio de Janeiro, fundado em 11 de abril de 1944 como Manufatora Atlético Clube.
A equipe disputou o Campeonato Carioca de 1979 a 1981 e participou da primeira edição da Taça Brasil em 1959 e se tornou o último clube de Niterói a disputar a elite carioca.

## História
O time foi fundado como Manufatora Atlético Clube em 11 de abril de 1944 pelos trabalhadores da Cia. Manufatora Fluminense de Tecidos, no bairro Barreto, em Niterói. Mandava seus jogos no estádio Assad Abdalla, com capacidade para 2.000 pessoas.
Começou disputando torneios municipais, porém a partir da década de 1950 passou a participar do Campeonato Fluminense, conquistando o título estadual pela primeira vez em 1958, após vencer o Rio Branco de Campos na final,  e foi o primeiro representante fluminense na Taça Brasil de 1959. Em sua única participação, disputou o Grupo Leste, e foi eliminado pelo Rio Branco, do Espírito Santo após duas derrotas.
Em 1977, conquistou novamente o Campeonato Fluminense, derrotando o Itaboraí na final. No ano seguinte, devido a decadência do clube e imposição da Federação de Futebol do Rio de Janeiro para representar Niterói e pela integração entre os clubes do Rio e da Guanabara, mudou seu nome inicialmente para Niterói Manufatora Atlético Clube e, posteriormente para Associação Desportiva Niterói. Com isso, foi incluído no Campeonato Carioca unificado de 1979, mas com desempenhos consistentemente ruins, o time ficou em último lugar nas edições de 79 e 80 e foi rebaixado em 1981.
Em 1983 a Cia. Manufatora encerrou suas atividades e o clube, na terceira divisão, pede licença da Federação de Futebol do Rio de Janeiro por um ano. No final de 1983, é oficialmente extinto e o estádio é demolido.
Em março de 2021, a história da Manufatora vira um documentário chamado ‘“Relembra - Futebol de Operários do Manufatora Atlético Clube”. O curta-metragem foi selecionado pelo edital “Retomada Cultural RJ” da Secretaria de Estado de Cultura e Economia Criativa do Estado do Rio de Janeiro. Dirigido por Fabrício Basílio, o curta conta a história do clube ao longo da existência e a ligação entre o futebol e os trabalhadores da Manufatora.

## Títulos
| ESTADUAIS      | ESTADUAIS              | ESTADUAIS   | ESTADUAIS               |
|                | Competição             | Títulos     | Temporadas              |
| -------------- | ---------------------- | ----------- | ----------------------- |
|                | Campeonato Fluminense  | 2           | 1958 e 1977             |
| MUNICIPAIS     |                        |             |                         |
|                | Competição             | Títulos     | Temporadas              |
|                | Campeonato Niteroiense | 4           | 1956, 1963, 1969 e 1970 |
| Torneio Início | 2                      | 1957 e 1960 |                         |